# Калфа (Тулћа)
Калфа (рум. Calfa) насеље је у Румунији у округу Тулћа у општини Тополог. Oпштина се налази на надморској висини од 138 m.

## Становништво
Према подацима из 2002. године у насељу је живело 178 становника, од којих су сви румунске националности.